# Paul Hankar

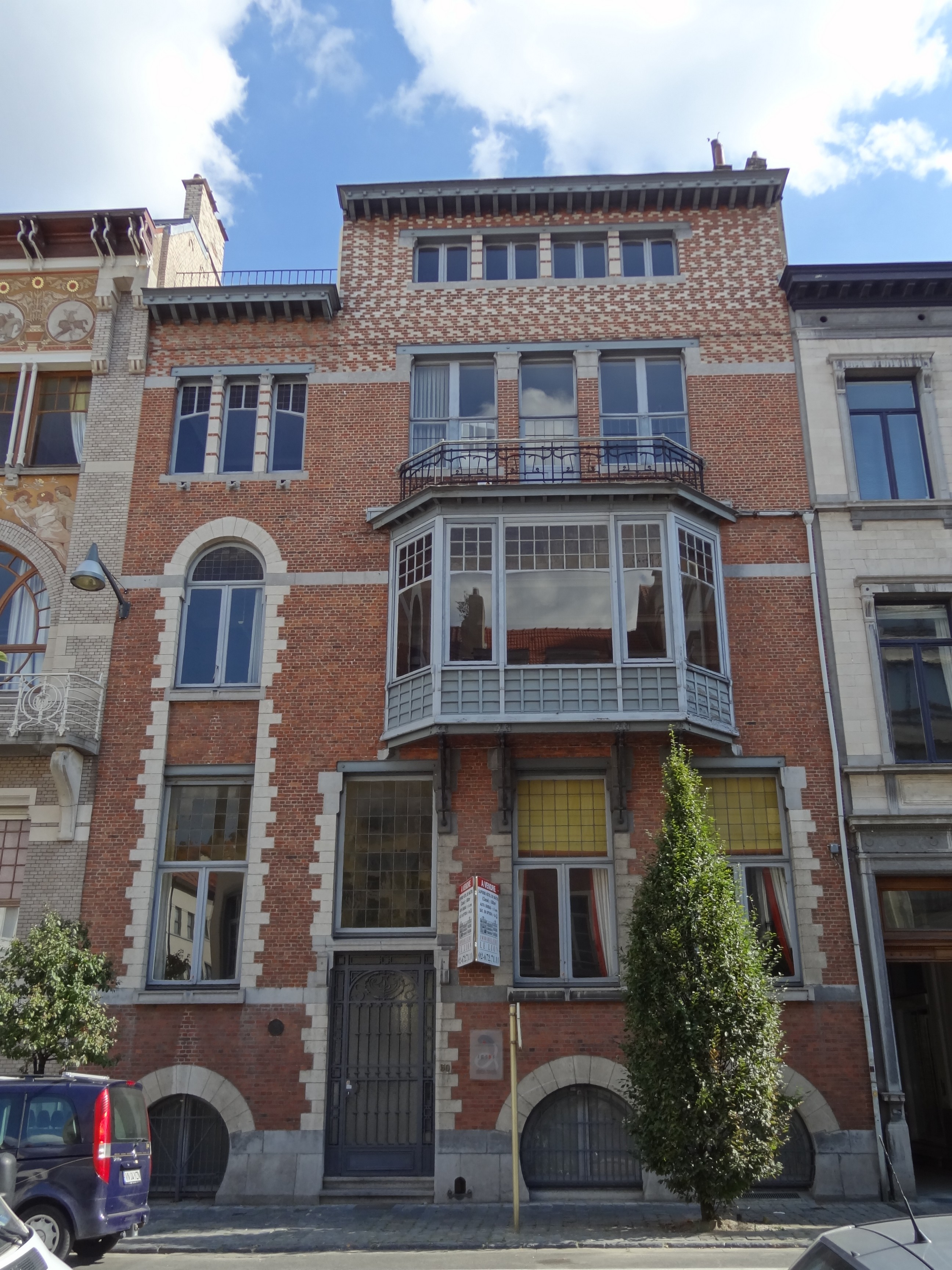
Budynek projektu Paul Hankara

Paul Hankar (ur. 11 grudnia 1859 w Frameries, zm. 17 stycznia 1901 w Brukseli) – belgijski architekt, tworzący w stylu secesji.
Oprócz budynków projektował także wnętrza.